# Serie A2 1993-1994 (pallacanestro femminile)
Il campionato di Serie A2 di pallacanestro femminile 1993-1994 è stato il quattordicesimo organizzato in Italia.

## Girone A

### Classifica
|  | Pos. | Squadra                     | Pt | G  | V  | P  | PtF  | PtS  |
|  | ---- | --------------------------- | -- | -- | -- | -- | ---- | ---- |
|  | 1.   | Libertas Bologna            | 40 | 26 | 20 | 6  | 1510 | 1242 |
|  | 2.   | MOKA SIRS Pavia             | 40 | 26 | 20 | 6  | 1613 | 1486 |
|  | 3.   | MARCO CALZ. Porto S.Elpidio | 34 | 26 | 17 | 9  | 1626 | 1534 |
|  | 4.   | Montecchio                  | 32 | 26 | 16 | 10 | 1633 | 1567 |
|  | 5.   | Famitex Prato               | 32 | 26 | 16 | 10 | 1631 | 1491 |
|  | 6.   | Unicef Costamasnaga         | 32 | 26 | 16 | 10 | 1690 | 1599 |
|  | 7.   | Beton Thiene                | 30 | 26 | 15 | 11 | 1633 | 1496 |
|  | 8.   | Edilrossi Valdarno          | 30 | 26 | 15 | 11 | 1616 | 1563 |
|  | 9.   | Treviso                     | 24 | 26 | 12 | 14 | 1508 | 1569 |
|  | 10.  | Florence Firenze            | 16 | 26 | 8  | 18 | 1443 | 1602 |
|  | 11.  | Pakelo San Bonifacio        | 14 | 26 | 7  | 19 | 1563 | 1639 |
|  | 12.  | Coop S.S. Giovanni          | 14 | 26 | 7  | 19 | 1400 | 1694 |
|  | 13.  | Padova 81                   | 14 | 26 | 7  | 19 | 1561 | 1705 |
|  | 14.  | Cami Castelguelfo           | 12 | 26 | 6  | 20 | 1412 | 1652 |

## Verdetti Girone A
- Promosse in Serie A:  Libertas Bologna
- Promosse in Serie A2 d'Eccellenza:  Basket Costa, Prato, Porto S.Elpidio, Nuova Pall.Valdarno, Basket Pavia, Montecchio

## Girone B
|  | Pos. | Squadra                | Pt | G  | V  | P  | PtF  | PtS  | Diff. |
|  | ---- | ---------------------- | -- | -- | -- | -- | ---- | ---- | ----- |
|  | 1.   | PCR Messina            | 46 | 26 | 23 | 3  | 1926 | 1683 |       |
|  | 2.   | Gragnano-Capri         | 42 | 26 | 21 | 5  | 1929 | 1663 |       |
|  | 3.   | Sport Club Alcamo      | 36 | 26 | 18 | 8  | 1882 | 1680 |       |
|  | 4.   | Anagni                 | 36 | 26 | 18 | 8  | 1930 | 1703 |       |
|  | 5.   | Verga Palermo          | 32 | 26 | 16 | 10 | 1673 | 1576 |       |
|  | 6.   | Caffè Barbera Messina  | 32 | 26 | 16 | 10 | 1763 | 1677 |       |
|  | 7.   | Cor Roma               | 30 | 26 | 15 | 11 | 1650 | 1573 |       |
|  | 8.   | San Raffaele Roma      | 26 | 26 | 13 | 13 | 1678 | 1575 |       |
|  | 9.   | Benevento              | 24 | 26 | 12 | 14 | 1690 | 1580 |       |
|  | 10.  | Virtus Cagliari        | 22 | 26 | 11 | 15 | 1596 | 1668 |       |
|  | 11.  | Bari                   | 14 | 26 | 7  | 19 | 1514 | 1747 |       |
|  | 12.  | Stelle Marine Ostia    | 12 | 26 | 6  | 20 | 1509 | 1859 |       |
|  | 13.  | Foggia                 | 6  | 26 | 3  | 23 | 1517 | 1907 |       |
|  | 14.  | Teknalsystem Catanzaro | 6  | 26 | 3  | 23 | 1420 | 1886 |       |

Legenda:
      Promossa direttamente in Serie A1 1994-1995.
      Promosse in Serie A2 d'Eccellenza 1994-1995.
Regolamento:
Due punti a vittoria, zero a sconfitta.
In caso di arrivo a pari punti, contano gli scontri diretti e la classifica avulsa.
Note:
Sport Club Alcamo poi ripescata in Serie A1 1994-1995
San Raffaele Roma e Virtus Cagliari poi ripescate in Serie A2 d'Eccellenza 1994-1995

## Verdetti Girone B
- Promosse in Serie A:  PCR Messina e Sport Club Alcamo
- Promosse in Serie A2 d'Eccellenza:  Gragnano-Capri, Palermo, Anagni, Rescifina Messina, COR Roma, San Raffaele Roma e (ripescata) Virtus Cagliari